# بيل شيلتر
كان ويليام فريدريك شيلتر (1947 - 30 يوليو 2001) بروفيسورا للرياضيات في جامعة تكساس في اوستن ومطور ومبرمج LISP (برنامج للغات البرمجية).

## نبذة
يعود الفضل لشيلتر في تطوير غنو لِيسب (GCL) تطبيق لCommon Lisp ونسخة GPL'd من نظام الجبر الحاسوبي Macsyma المسمى بماكسيما. وقام شيلتر بتأليف كتاب Austin Kyoto Common Lisp (AKCL) بموجب العقد مع آي بي إم. وكانت قد شكلت AKCL القاعدة لأكسيوم، وهو نظام من أنظمة الجبر الحاسوبي. وأصبحت AKCL في النهاية GNU Common Lisp. وينسب اليه أيضا أول منفذ لبتية حاسب intel 386 المستخدمة في تطبيق لينكس Kernal.
وحصل شيلتر على شهادة الدكتوراه في جامعة ماكجيل في عام 1972 في تخصصاته الرياضية التي هي عبارة عن نظرية الحلقة الغير تبادلية والجبر الحسابي وتطبيقاته بما في ذلك الاثبات للنظرية الآلية الهندسية.وفي صيف عام 2001، وفي عمر يناهز ال54 عام توفي بنوبة قلبية مفاجئة خلال سفره إلى روسيا.

## روابط خارجية
- الصفحة الرئيسية ماكسيما. Maxima متاح الآن بموجب GPL .